# Abgarusbild
Abgarusbild är enligt en legend ett porträtt av Kristus som skall ha sänts till kung Abgar V Ukkama av Edessa.